# 발파
발파란 암반 등을 폭약을 이용해 작은 덩어리로 부수는 것을 말한다.

## 여굴량 감소
설계보다 여유있게 굴착하는 것을 여굴(overbreak)이라 한다. 여굴량을 감소시키기 위해서 다음 방법을 사용한다.
- 백브레이크 방지
- 조절 발파공법 사용
  - line drilling
  - cushion blasting
  - smooth blasting
  - pre splitting
- 적정 폭약량 사용

## 최적심도
암에 천공하고 폭약을 집어 넣는데 폭파 시 원뿔모양으로 암석이 암반으로부터 분리되어 나온다고 가정할 수 있다. 원뿔(분화구, 누두공) 체적이 최대가 되는 장약 깊이를 '최적심도'(N)라고 한다.

## 누두지수

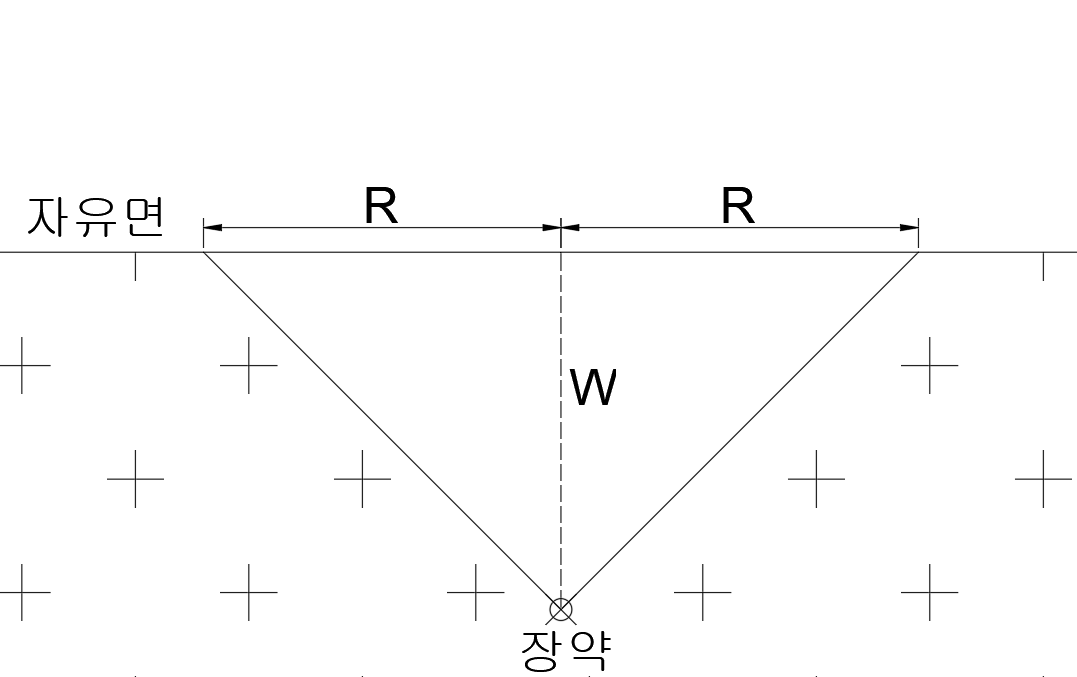
누두공 그림. W : 최소저항선, R : 누두반경

누두공 형상을 나타내는 값을 '누두지수(n)'라 한다.
{\displaystyle n={\frac {R}{W}}}

## 같이 보기
- 터널
- NATM 공법

## 참고 자료
- 박영태 (2019). 《토목기사 실기》. 세진사.